# Emil Walter

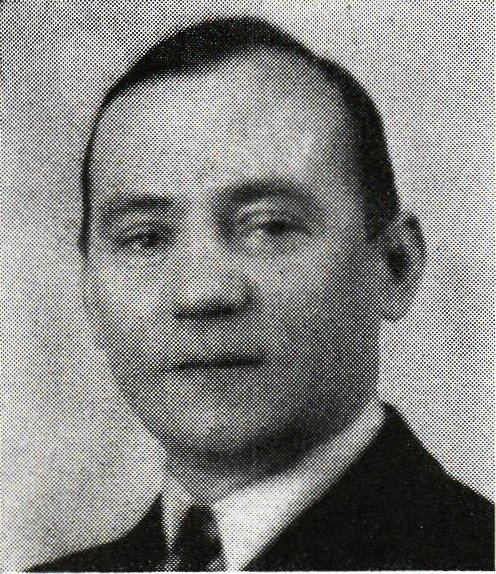
Emil Walter

Emil Walter, född 27 december 1890 i Prag, död 18 juni 1964 i Uppsala, var en tjeckisk diplomat, översättare och universitetslektor vid Uppsala universitet.
Walter var 1917–20 läroverkslärare i Plzeň, 1920–21 tjeckoslovakisk pressattaché i Köpenhamn samt blev 1921 pressattaché, 1922 pressekreterare vid Tjeckoslovakiens beskickning i Stockholm, var sektionsråd i utrikesdepartementet i Prag 1928–33, samtidigt lektor i svenska språket vid Karlsuniversitetet i Prag och förste legationssekreterare vid legationen i Stockholm från 1933. Han var medlem av Publicistklubben från 1922, grundare och förste ordförande av Tjeckoslovakisk-svenska sällskapet i Prag och ledamot av styrelsen för Svensk-tjeckoslovakiska sällskapet.
Efter andra världskriget var Walter tjeckoslovakisk ambassadör i Oslo men avgick av politiska skäl i samband med Pragkuppen 1948. Han bodde sedan i Sverige, där han 1949 blev universitetslektor i tjeckiska språket vid Uppsala universitet. Han undervisade även i tjeckiska vid Stockholms högskola.
Walter var grundligt bevandrad i nordisk litteratur och översatte till tjeckiska många av Selma Lagerlöfs arbeten, del I av Snorres edda, flera isländska sagor samt arbeten av bland andra Verner von Heidenstam, Knut Hamsun, Sigrid Undset, Johannes V. Jensen och Johannes Jørgensen.

## Utmärkelser
Kommendör av Nordstjärneorden och Vasaorden, storkors av norska Sankt Olavs orden, storkorsriddare av Isländska falkorden, riddare av danska Dannebrogsorden.